# إسماعيل سليماني
إسماعيل سليماني لاعب كرة قدم جزائري سابق لعب في خط الوسط وهو والد نجم منتخب الجزائر إسلام سليماني من مواليد 15-4-1956 في عين البنيان بالجزائر العاصمة .
بدأ حياته الكروية مع اتحاد الجزائر وتنقل بين عدة أندية منها مولودية الجزائر وشباب بلوزداد وشبيبة بجاية واحترف خارجيا مع تولوز وسانت إتيانالفرنسيين قبل أن يعود إلى شباب بلوزداد .
كان في عداد منتخب الجزائري في كأس أمم أفريقيا 1980 والذي حل بالمركز الثاني خلف نيجيريا
بعد اعتزاله اتجه للتدريب ودرب شباب بلوزداد ونصر حسين داي ورائد القبة قبل أن يتجه للتحليل الكروي في القنوات الرياضية الجزائرية.

## وصلات خارجية
- إسماعيل سليماني على موقع ناشيونال فوتبول تيمز (الإنجليزية)